# Dimitrios Kalyvas
Dimitrios Kalyvas (griechisch Δημήτριος Καλυβάς, * 11. Dezember 1973 in Montreal, Québec, Kanada) ist ein ehemaliger kanadisch-griechischer Eishockeyspieler, der zuletzt bis 2013 bei Iptameni Pagodromi Athen in der griechischen Eishockeyliga unter Vertrag stand. Sein Bruder Georgios war ebenfalls griechischer Nationalspieler.

## Karriere
Dimitrios Kalyvas, der als Sohn griechischer Einwanderer in Montreal zur Welt kam, begann seine Karriere als Eishockeyspieler in seinem Geburtsland Kanada. Von 2007 bis 2013 spielte er für den griechischen Rekordmeister Iptameni Pagodromi Athen in der griechischen Eishockeyliga. Mit dem Klub gewann er 2008, 2009, 2010 und 2013 den griechischen Meistertitel. Nach dem vierten Titelgewinn beendete er im Alter von knapp 40 Jahren seine aktive Karriere.

### International
Im Juniorenbereich spielte Kylyvas lediglich bei der Junioren-C-Weltmeisterschaft 1991.
Mit der Herren-Nationalmannschaft nahm Kalyvas zunächst an der C2-Weltmeisterschaft 1995 und den D-Weltmeisterschaften 1998 und 1999 teil. Nach der Umstellung auf das heutige Divisionensystem spielte er 2008, als er Topscorer gemeinsam mit dem Türken Emrah Özmen und Torschützenkönig des Turniers war, 2009, 2010, als er bester Vorlagengeber und gemeinsam mit dem Iren Mark Morrison Topscorer des Turniers war, 2012 und 2013 in der Division III, wobei er 2008 und 2013 mit den Hellenen zuvor auch ein Qualifikationsturnier bestreiten musste und 2013 als bester Vorlagengeber des Qualifikationsturniers maßgeblich zur Qualifikation für die WM beitrug.

## Erfolge und Auszeichnungen
- 2008 Griechischer Meister mit Iptameni Pagodromi Athen
- 2009 Griechischer Meister mit Iptameni Pagodromi Athen
- 2010 Griechischer Meister mit Iptameni Pagodromi Athen
- 2013 Griechischer Meister mit Iptameni Pagodromi Athen

### International
| - 2008 Topscorer der Weltmeisterschaft der Division III - 2008 Bester Torschütze der Weltmeisterschaft der Division III - 2010 Topscorer der Weltmeisterschaft der Division III, Gruppe A | - 2010 Bester Vorlagengeber der Weltmeisterschaft der Division III, Gruppe A - 2013 Qualifikation für die Division III bei der Qualifikation zur Weltmeisterschaft der Division III - 2013 Bester Vorlagengeber der Qualifikation zur Weltmeisterschaft der Division III |